# Imre Tóth
Imre Tóth (nume la naștere Imre Roth; n. 26 decembrie 1921, Satu Mare, Regatul României – d. 11 mai 2010, Paris, Franța) a fost un filosof, istoric al matematicii și filolog iudeo-maghiar născut în România. Filosoful german Vittorio Hösle l-a numit „unul dintre cei mai importanți istorici ai matematicii ai secolului al XX-lea”.

## Viața
Tóth s-a născut într-o familie iudeo-maghiară din România. Și-a schimbat numele de familie în Tóth în timpul celui de-Al Doilea Război Mondial pentru a-și ascunde originea evreiască. Tatăl său, Abraham Roth, germanofil convins, fusese ofițer în armata austro-ungară și luptase în Primul Război Mondial pe frontul din Italia.
Tóth a supraviețuit Holocaustului (ca singur membru al familiei sale) în mod paradoxal, deoarece fusese membru al Rezistenței comuniste anti-naziste și fusese condamnat la 6 ani de închisoare, iar deținuții evrei urmau să fie deportați ceva mai târziu decât populația evreiască civilă. La data de 6 iunie 1944 a fost dus împreună cu alți deținuți la un tren cu care urmau să fie deportați în lagăre de exterminare dar, cu puțin timp înainte ca trenul să plece, a fost oprit de către un ofițer maghiar care auzise de debarcările din Normandia și considera că războiul este pierdut; deținuții au fost duși înapoi în închisoare.
După război, Toth a studiat matematica și filosofia la Universitatea din Cluj, predând apoi între 1949 și 1968 filosofia și istoria matematicii la Universitatea din București. Ca urmare a evenimentelor din Ungaria din 1956, Toth a fost exclus din Partidul Muncitoresc Român în 1958, lucru ce i-a afectat cariera universitară. La începutul anilor 1970 a hotărât să rămână în Germania, după ce fusese profesor invitat la Frankfurt am Main (1969-1971) și Bochum. În 1971 a fost numit profesor de istoria științei la la Universitatea din Regensburg. A devenit a profesor emerit în 1990, după care a trăit la Paris. A lucrat ca cercetător științific invitat la École Normale Supérieure și la Institute for Advanced Study.

## Premii și distincții
- Membru al Institute for Advanced Studies, Princeton, SUA
- Cetățean de onoare al orașului Siracuza, Sicilia, Italia

## Scrieri (selecție)
- Fragmente und Spuren nichteuklidischer Geometrie bei Aristoteles, Beiträge zur Altertumskunde, Band 280, Berlin-New York 2010 (prefață de Vittorio Hösle) (Recenzii la Zentralblatt der Mathematik [engl.] și la Bryn Mawr Classical Review)
- Das Parallelenproblem im Corpus Aristotelicum, «Archive for History of Exact Science», 3 (1967), 249-422
- "Ahile".Paradoxurile eleate în fenomenologia spiritului,București, Editura Științifică, 1969, singurul volum publicat în limba română înainte de a rămâne în străinătate;
- La geometria non euclidea prima di Euclide, in: «Le Scienze», Januar 1970 (traducere din Scientific American, November 1969);
- Geometria more ethico, in: Prismata, Festschrift für Willy Hartner, Wiesbaden 1977
- Die nichteuklidische Geometrie in der "Phänomenologie des Geistes", Frankfurt am Main 1972
- La revolution non euclidienne in: La recherche en histoire des Sciences, Paris 1983
- Mathematische Philosophie und hegelsche Dialektik in: Hegel und die Wissenschaften, Stuttgart 1987
- Essere e non essere: il teorema iduttivo di Saccheri e la sua rilevanza ontologica, in: Conoscenza e matematica, a cura di Lorenzo Magnani, Milano 1991
- The Dialectical Structure of Zeno's Arguments, în: Hegel and the Newtonianism, Dordrecht 1993, 179-200
- I paradossi di Zenone nel "Parmenide" di Platone, Napoli 1994
- Aristotele e i fondamenti assiomatici della geometria. Prolegomeni alla comprensione dei frammenti non-euclidei nel "Corpus Aristotelicum", nel loro contesto matematico e filosofico, Vita e Pensiero, Milano 1997 (Recenzii la ediția a doua la Zentralblatt der Mathematik [engl.])
- Gott und Geometrie: Eine viktorianische Kontroverse, in: Dieter Henrich (Herausgeber) Evolutionstheorie und ihre Evolution, Schriftenreihe der Universität Regensburg, Band 7, 1982, 141-204.
- La filosofia della matematica di Frege. Una restaurazione filosofica, una controrivoluzione scientifica, a cura di Teodosio Orlando, Quodlibet, Macerata 2015

## Traduceri în limba română
- Palimpsest. Teologia negativă a triunghiului, București, Editura Humanitas, 1995
- A fi evreu după holocaust, București, Editura Humanitas, 2015
- In viață sunt lucruri care nu se fac. Și totuși se fac. Peter Vardy în dialog cu Imre Toth, București, Editura Humanitas, 2016.